# Oribotritia hawaiiensis
Oribotritia hawaiiensis är en kvalsterart som först beskrevs av Arthur P. Jacot 1929.  Oribotritia hawaiiensis ingår i släktet Oribotritia och familjen Oribotritiidae. Inga underarter finns listade i Catalogue of Life.